# Charbel Rouhana
Charbel Rouhana (ur. 1965 w Amszicie) – libański muzyk, kompozytor, muzykolog. Gra głównie na oud.
„Charbel Rouhana – fascynuje się ud, ponieważ oddaje on orientalny nastrój jego ojczyzny. Ud jest bezpośrednim przodkiem europejskiej lutni, a jednocześnie najbardziej popularnym instrumentem strunowym na Bliskim Wschodzie. Charbel Rouhana urodził się w libańskim mieście Amszit w 1965 roku. Zdobył wyższe wykształcenie muzyczne w zakresie gry na ud oraz w zakresie muzykologii. Jest autorem ośmiu książek poświęconych stylowi, technice i metodom gry na ud, oraz wykładowcą w USEK (The Holy-Spirit University) i Libańskim Narodowym Konserwatorium.”
(za: Zein’s World Music Newsletter)
Charbel Rouhana jest zdobywcą nagrody Murex d’Or Muzyk Roku 2000, oraz zdobywcą pierwszej nagrody w konkurdie na „Hymn Pokoju (Hymn of Peace)” 1990, Hirayama, Japonia.
Charbel skomponował muzykę do inscenizacji „2000 and 2 Nights” (2002), „Bi Laylat Qamar” (1999), „Andalusia, the Lost Glory” (1997) i „Elissa, Queen of Carthage” (1995) choreografa Abdul Halim Caracalla.
Występował w „Jadal”, ud duet skomponowany przez Marcel Khalife (1995).
Skomponował uwerturę „Fares Bani Marwan” dla telewizji (2004), muzykę do filmu „Sayedat Al-Kasr” (2004) oraz muzykę do filmu „Living Martyr” (Signature production, 2000).

## Dyskografia
- Dangerous (2006)
- We Live (Forward Music, 2006)
- Lashou et-Taghyeer (2005)
- Sourat – Trait d’Union (2004)
- The Art of Middle Eastern Oud (ARC music, 2003)
- Muhammad al-Durrah (Arab Women’s Court, 2001)
- Mazaj Alani (Voix De L’Orient, 2000)
- Mada with Hani Siblini (Voix De L’Orient, 1998)
- Salamat (Voix De L’Orient, 1997)